# Granada (mineralogia)

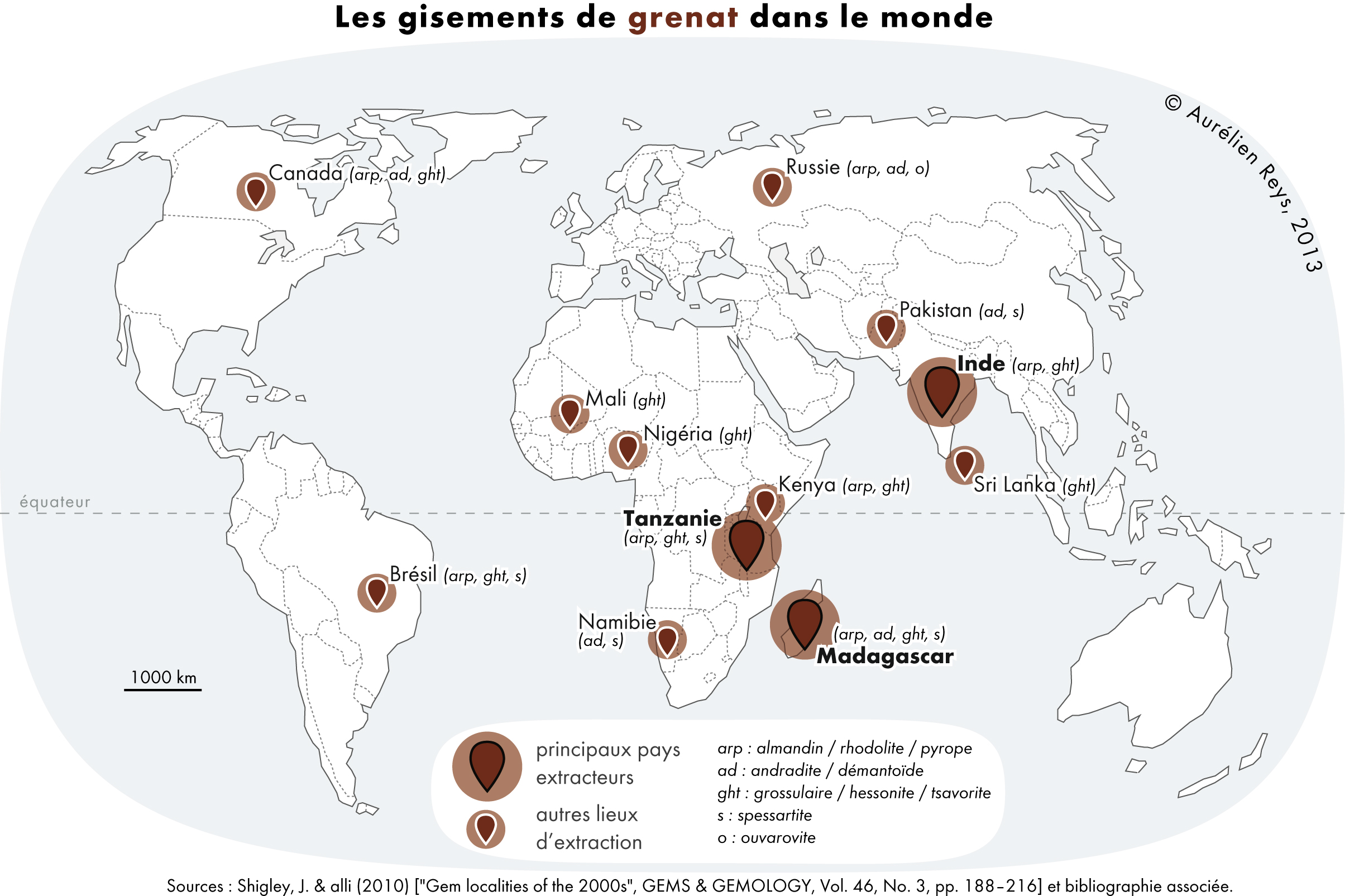
Mapa dos principais países produtores no mundo

Granada ou granate (do latim granatus, um grão) é o nome geral dos membros de um grupo de minerais com habitus cristalino constituído por dodecaedros e trapezoedros. São nesosilicatos de fórmula geral, A3B2(SiO4)3. As diversas variedades de granada podem incorporar diversos elementos químicos na sua estrutura, principalmente cálcio, magnésio, alumínio, ferro2+, ferro3+, cromo, manganês e titânio. As granadas não apresentam clivagem, mas mostram partição dodecaédrica.  A fratura é concoidal a desigual; algumas variedades são muito resistentes e são valiosas para finalidades abrasivas. A dureza das granadas encontra-se no intervalo 6,5-7,5 e a densidade (peso específico) está entre  3,1 e 4,3. O brilho varia entre vítreo e resinoso, podendo ainda ser transparentes ou opacas, conforme a presença ou ausência de inclusões. As granadas podem apresentar as seguintes cores: vermelho, amarelo, marrom, preto, verde, ou incolor.
Os membros do grupo da granada subdividem-se através da sua variabilidade química.                      

## Membros do Grupo Granada

### Piropo
Piropo, ou Rubi do Cabo, é uma granada de cor vermelho-sangue, devido a seu conteúdo de ferro e cromo. A sua fórmula é Mg3Al2(SiO4)3. O magnésio pode ser substituído em parte por cálcio e/ou ferro ferroso (Fe2+).
O piropo raramente possui inclusões, mas, quando presentes, estas se encontram em forma de cristais arredondados ou apresentam contorno irregular. Como todas as granadas, o piropo não possui clivagem, e a fratura é de subconcoide a irregular.
O piropo é encontrado em rocha vulcânica e depósitos aluviais e pode, juntamente com outros minerais, indicar a presença de rochas portadoras de diamantes. As localizações de jazidas incluem Arizona, África do Sul, Argentina, Austrália, Brasil, Myanmar, Escócia, Suíça e Tanzânia.
Os exemplares transparentes são usados como gemas. Uma variedade importante de piropo - a rodolite, do grego a rosa - é originária do condado de Macon na Carolina do Norte, é caracterizada pela cor violeta-vermelha e por constituir uma solução sólida de 2:1 entre piropo e almandina.
A palavra piropo deriva do grego pyropos, significando flamejante. Os piropos suíço e sul-africano são pedras de vermelho mais claro do que as pedras da Boémia, onde se utiliza o piropo na joalheria há mais de quinhentos anos.

### Grossularite
Grossularite ou grossulária é uma granada de cálcio-alumínio com a fórmula
Ca3Al2(SiO4)3, embora o cálcio pode em parte ser substituído por ferro ferroso (Fe2+) e o alumínio por ferro férrico (Fe3+). As cores mais comuns deste mineral são verde,  canela, marrom, vermelho, e amarelo. A grossularite é um mineral típico de metamorfismo de contacto de calcários, onde se encontra associada a vesuvianite, diópsido, wollastonite e wernerite. Grossularite é um termo derivado da botânica.

### Almandite
Almandite, almandina ou carbúnculo é uma granada do ferro-alumínio com a fórmula Fe3Al2(SiO4)3. As variedades transparentes podem ter bastante valor enquanto pedras preciosas. A almandite é um mineral comum em rochas metamórficas como o micaxisto, onde ocorre associado a estaurolite, distena, andaluzite, entre outros.

### Espessartite
Espessartite ou Spessartita é uma granada de manganês e alumínio de fórmula Mn3Al2(SiO4)3. O nome é derivado da cidade de Spessart na Baviera. Esta variedade pode apresentar cores variadas, de acordo com o tipo e quantidade de impurezas. As mais famosas são as espessartites laranja de Madagascar e os exemplares violeta-vermelhos que ocorrem em riólitos do Colorado e Maine.

### Uvarovite
Uvarovite ou Uvarovita é uma granada de cálcio e cromo de fórmula Ca3Cr2(SiO4)3. Dentro do grupo das granadas, é a variedade mais rara, surgindo em pequenos cristais de cor verde associados a cromita e serpentina.
A atraente e brilhante cor verde da uvarovite se deve à presença de cromo. Os cristais são muito frágeis, com fratura de subconcoide a irregular.
A uvarovite ocorre em rochas de serpentina. Os melhores cristais são encontrados nos Urais, na Rússia, em torno de cavidades ou fissuras na rocha. Outras fontes são a Finlândia, a Turquia e a Itália.

### Andradite
Andradite ou Andradita é uma granada de cálcio e ferro de fórmula Ca3Fe2(SiO4)3, embora sejam comuns substituições catiónicas importantes. As cores dependem destas variações e podem ser vermelho, amarelo, marrom, verde ou preto. As variedades reconhecidas são topazolite (amarelo ou verde), demantoide (verde) e melantite (preto). A andradite pode ser encontrada em rochas ígneas de profundidade, como os sienitos, e em rochas metamórficas como os xistos e calcários. Seu nome homenageia o mineralogista brasileiro José Bonifácio de Andrada e Silva, mais conhecido por sua atuação na história política do Brasil, que lhe valeu o cognome de Patriarca da Independência.

## Granadas Artificiais
- Granada de gadolínio e gálio (Gd3Ga2(GaO4)3) produzida para uso na indústria informática, conhecida comercialmente como GGG.
- Granada de ítrio e alumínio (Y3Al2(AlO4)3), gema artificial conhecida como YAG. Quando contém neodímio, é útil na focagem de lasers.